# Gasklockan, Göteborg

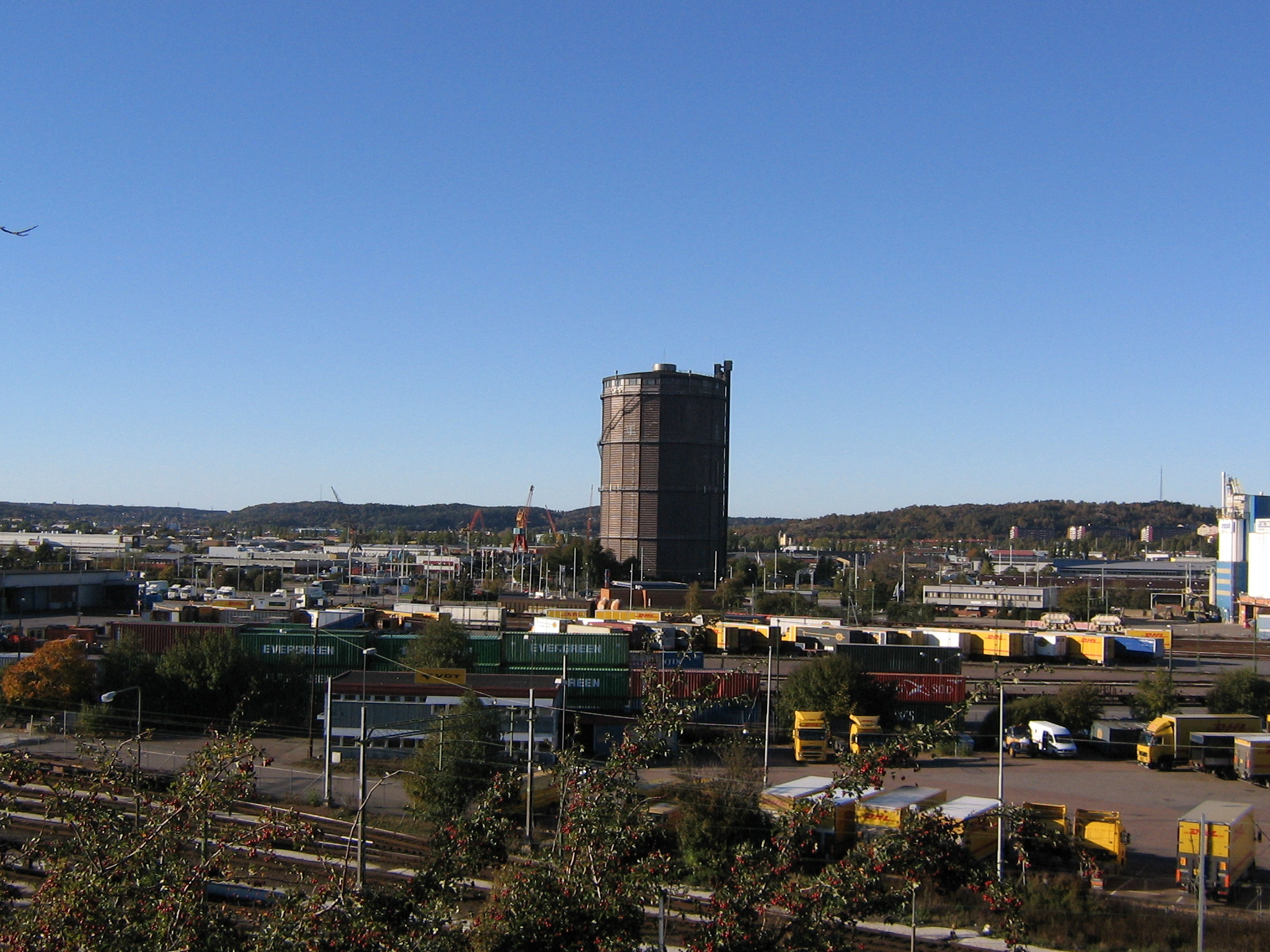
Gasklockan låg vid kajen på Gullbergsvass. I bakgrunden höjderna på Hisingen.

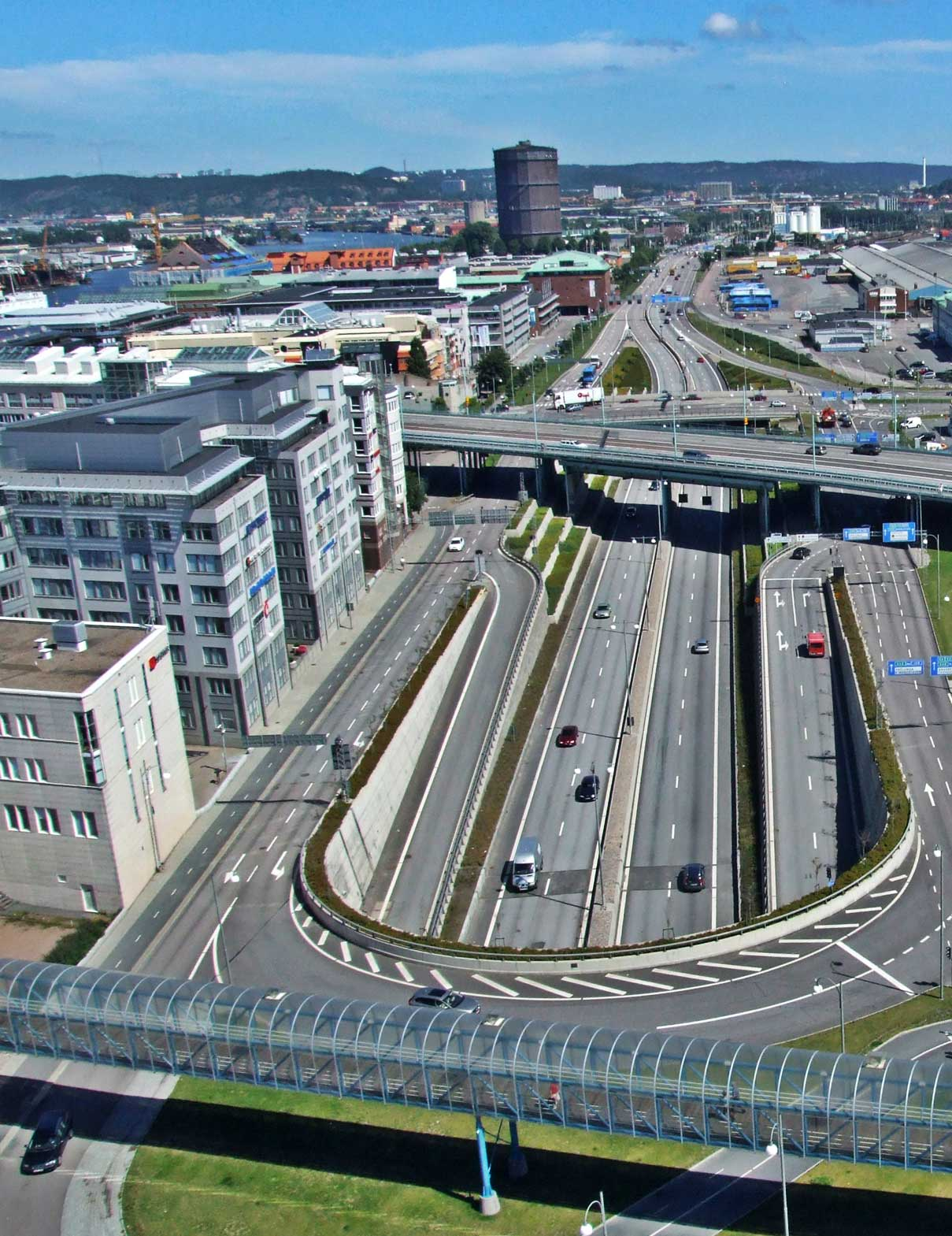
Bild från 2010 över Hultmans holme mot öster med gasklockan och vänster därom Göta älv. Norr om älven skymtar Ringön på Hisingen.

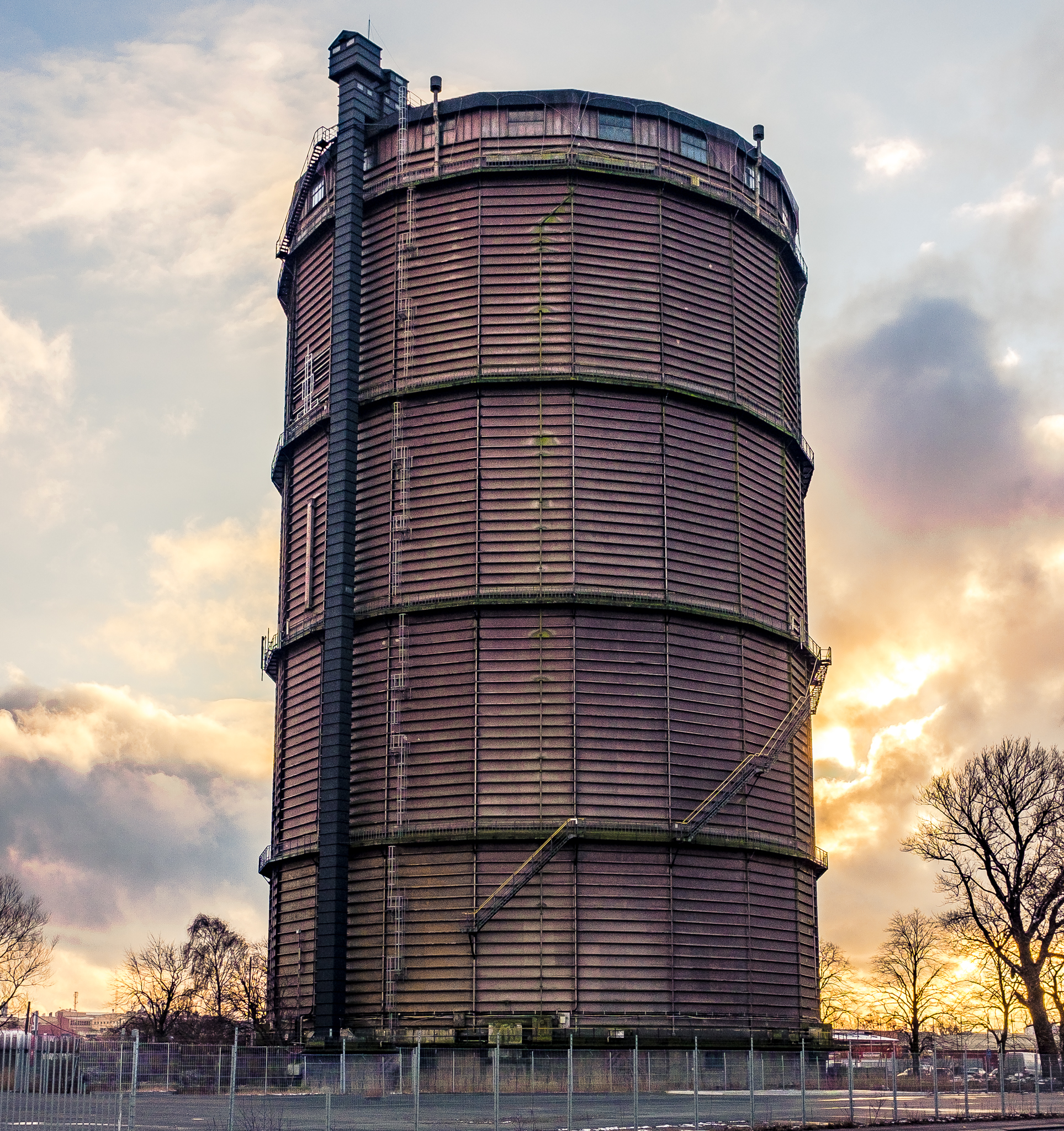
Gasklockan i solnedgång.

Gasverket med lilla och stora gasklockorna år 1947.

Gasklockan, ursprungligen Nya Gasverket, var en 86 meter (höjden uppges ursprungligen ha varit 81 meter) hög rund industribyggnad vid Falutorget i stadsdelen Gullbergsvass i Göteborg. Det som syntes var den omgivande strukturen till själva gasklockan som var inbyggd. Gasklockan, som syntes från stora delar av Göteborg, togs ur drift 1993 och byggnaden revs 2017.
Gasklockan revs i början av 2017, men var planerad att rivas redan under hösten år 2015. På grund av överklaganden gällande upphandlingen av rivningen väntades rivningen kunna inledas först under år 2016. Rivningen försenades dock ytterligare på grund av de pilgrimsfalkar som hade sin boplats i gasklockan och var fredade under sin häckningstid. Enligt länsstyrelsens beslut fick gasklockan därför inte rivas mellan den 15 mars och 31 juli. Gasklockans ägare, Göteborgs Energi, beslutade dessutom att göra om hela upphandlingen av rivningen.  I augusti 2016 meddelades att gasklockan skulle börja rivas i månadsskiftet augusti/september och vara färdigriven vid årsskiftet 2016/2017.  Rivningen påbörjades tills slut den 31 januari 2017.

## Historia
Beslutet att bygga ett nytt gasverk togs av Göteborgs stadsfullmäktige den 15 september 1887. Arkitekt var Georg Krüger, och planerna var utarbetade av överingenjören vid Stockholms gasverk, Adolf Ahlsell. Anläggningen utvidgades år 1894 samt 1901–1908 efter ritningar av ingenjörerna Hjalmar Samzelius (som också blev dess första föreståndare 1 juni 1888) och Alfred Teodor Hall. Det var avdelningschefen vid Stadens vattenledningsstyrelse samt gatu- och vägförvaltningen, ingenjör Gustaf Richert som under major Philip Åqvists överinseende ledde arbetet med schaktning, planering, pålning och grundläggning för verkets byggnader samt en del rörläggningar inom verket och nedläggning av den två kilometer långa huvudledningen från verket till Göteborgs centrum. Kostnaden för den nya anläggningen var 10,7 miljoner kronor i dåtida penningvärde.[källa behövs]
De äldre gasbehållarna upphörde 18 mars 1933 respektive 21 november samma år. Den fjärde gasklockan i ordningen, vilken också blev den sista, togs i bruk den 7 november 1933. Gasbehållaren – av torrgastyp – hade en inre diameter av 44,75 meter, och en höjd till takfoten av 75 meter samt till toppen av 81 meter. Genom rör med 1 000 millimeters diameter transporterades gasen in och ut ur klockan. Fundamentet till gasklockan utfördes av Betong AB Västra Sverige, och ritningarna av John Lindbergs konstruktionsbyrå. Klockan rymde 100 000 kubikmeter gas. Gasklockan har formen av en 20-hörning, och levererades av Maschinenfabrik Augsburg-Nürnberg (MAN) i Mainz, med Götaverken som underleverantör. Till taket kom man på utvändiga trappor eller med en yttre elektrisk hiss.
Gasklockan hörde till gasverket i Gullbergsvass som på sin tid var det näst största i Sverige. Det var ett kolgasverk, med stenkol som råvara samt koks och stenkolstjära som inkomstbringande biprodukter till huvudprodukten stadsgas. Vid gasverket i Gullbergsvass producerades cirka 250 000 ton stenkolstjära enligt beräkningar av miljökontoret i Göteborg. Stenkolstjäran användes till bland annat asfalt. Till följd av denna produktion är marken starkt förorenad.
Den 5 december 1846 blev Göteborg först i landet med att få stadsgas, genom gasverket vid Rosenlundskanalen. När koks inte längre var någon inkomstbringande biprodukt så gick man över till att tillverka stadsgas av så kallad lättbensin i spaltgasverk, vilket skedde 1968 i en då ny anläggning i Arendal. Denna tillverkning upphörde 1993 då man gick över till naturgas. Från 1993 stod gasklockan tom.[källa behövs]
Numera[när?] står ett reningstorn från 1889 kvar, samt ett par mindre tegelbyggnader från 1800-talet. Reningstornet (1975) och gasklockan (1987) ingår i Göteborgs stads Bevaringsprogram. Gasklockan blev nominerad till en av Göteborgs fulaste byggnader av GT:s läsare och reportern Jimmy Fredriksson kallade den för ett av västvärldens fulaste landmärken i GT 2009.
Inför friidrotts-VM 1995 förhörde Coca-Cola sig om för att måla hela gasklockan som en läskburk.
Artisten Andreas Johnson hade en hit 1999 med låten "Glorious". Videon till denna låt spelades in inuti gasklockan, enligt musikkanalen MTV[källa behövs].
I maj 2012 kläcktes två pilgrimsfalkungar i ett bo på gasklockan.